# C'était un musicien
Pour plus de détails, voir Fiche technique et Distribution.
C'était un musicien est un film franco-allemand coréalisé par Maurice Gleize et Friedrich Zelnik, sorti en 1934.

## Synopsis
Un jeune musicien, amoureux de la fille d'un baron, va déjouer une bande de voleurs de voitures.

## Fiche technique
- Titre : C'était un musicien
- Titre allemand : Es war einmal ein Musikus
- Réalisation : Maurice Gleize et Friedrich Zelnik
- Scénario : Alfred Halm
- Dialogues : Robert Bresson
- Décors : Serge Piménoff
- Photographie : Sammy Brill et Fred Langenfeld
- Musique : Will Meisel, René Mercier, Willy Rosen, Friedrich Schwarz, Hans Sommer
- Sociétés de production : Compagnie Cinématographique Continentale et Olympic Films
- Pays de production :  France /  Reich allemand
- Format : Noir et blanc - Son mono - 1,37:1
- Genre : Comédie - Film musical
- Durée : 85 min[1]
- Date de sortie : 
  - France : 11 mai 1934

## Distribution
- Fernand Gravey : Jean
- Roland Toutain : François
- Lucien Baroux : Théophile
- Felix Bressart : Le baron Vandernyff
- Josette Day : Lili Vandernyff
- Lyne Clevers : Eva
- Marcel Carpentier : M. Simonson
- Lucien Callamand : Le cafetier
- Georges Bever : Le fiancé maigre
- Milly Mathis : La fiancée maigre
- Jean Berton : Le monsieur au chien
- Véra Ossipova
- Odette Talazac

## Article annexe
- Liste des longs métrages allemands créés sous le nazisme